# الحزب الشيوعي الفيتنامي
الحزب الشيوعي الفيتنامي (بالفيتنامية: Đảng Cộng sản Việt Nam)‏ هو الحزب الشيوعي المؤسس والحاكم لجمهورية فيتنام الاشتراكية. على الرغم من أنه يوجد ظاهريًا إلى جانب جبهة الوطن الفيتنامية، يحتفظ بحكومة مركزية ويمتلك سيطرة مركزية على الدولة والجيش ووسائل الإعلام. تكفل المادة رقم 4 من الدستور الوطني سلطة الحزب الشيوعي. أُسّس الحزب الشيوعي الفيتنامي في عام 1930 من قبل هو تشي منه، وكان منذ عام 1954 الحزب الشرعي الوحيد في البلاد إلى جانب فيتنام الجنوبية السابقة حين تولّى الحكم في عام 1976 مع نهاية حرب فيتنام. يسيطر الحزب أيضًا على الجيش الشعبي الفيتنامي.
يُنظَّم الحزب الشيوعي الفيتتنامي على أساس المركزية الديمقراطية، وهو مبدأ ابتدعه المنظّر الماركسي الروسي فلاديمير لينين والذي ينطوي على مناقشة ديمقراطية ومفتوحة حول السياسة بشرط الوحدة في الحفاظ على السياسات المتفق عليها. المؤتمر الوطني للحزب هو المؤسسة العليا في الحزب الشيوعي الفيتنامي الذي ينتخب اللجنة المركزية. في الفترة بين مؤتمرات الحزب تكون اللجنة المركزية الجهاز الأعلى لشؤون الحزب. مباشرةً بعد مؤتمر للحزب، تنتخب اللجنة المركزية المكتب السياسي والأمانة العامة وتُعيّن الأمين العام، المنصب الأعلى في الحزب. في الفترة الفاصلة بين جلسات اللجنة المركزية، يُعتبر المكتب السياسي الجهاز الأعلى لشؤون الحزب. ومع ذلك، لا يستطيع المكتب السياسي سوى تطبيق القرارات التي تستند إلى السياسات التي أقرتها مسبقًا اللجنة المركزية أو المؤتمر الوطني للحزب. بحلول عام 2017، تألف المكتب السياسي الثاني عشر من 19 عضوًا. القائد الحالي للحزب هو نغويين فو ترونغ، الذي يحمل ألقاب الأمين العام للجنة المركزية وأمين المفوضية العسكرية المركزية ورئاسة فيتنام.
يلتزم الحزب بالشيوعية ويواصل المشاركة في الاجتماع الأممي للأحزاب الشيوعية والعمالية كل عام. ويُعرف أيضًا بدفاعه عما يسميه «اقتصاد سوق ذا توجه اشتراكي» في حين طُرحت أيديولوجيا أخرى للحزب الشيوعي الفيتنامي، فِكر هو تشي منه، من قبل هو التي تدمج الثقافة الفيتنامية والأفكار الثورية الفرنسية والأفكار الليبرالية والمُثل الشيوعية الماركسية اللينينية والميزات الشخصية الخاصة بهو تشي منه. في معظم الحالات، تشير الصحافة والشعب الفيتناميين إلى الحزب الشيوعي الفيتنامي بدانغ Dang («حزب») أو دانغ تا Dang ta («حزبنا»).

## التاريخ

### الصعود إلى السلطة (1925-1945)
يمكن اقتفاء نَسب الحزب الشيوعي الفيتنامي إلى عام 1925، حين أسّس هو تشي منه رابطة الشباب الثوري الفيتنامي، التي عادةً ما أشير إليها بثانه نين. سعت ثانه نين إلى الاستفادة من النزعة الوطنية في محاولة لإنهاء الاحتلال الكولونيالي للبلاد من قبل فرنسا. سعت المجموعة إلى تحقيق أهداف سياسية واجتماعية، والاستقلال الوطني وإعادة توزيع الأراضي على الفلاحين العاملين. رمى ثانه نين إلى تحضير الأرضية لكفاح ثوري مسلّح ضد الاحتلال الفرنسي.
في عام 1928 أجبر القوميون الصينيون بقيادة الكومينتانغ مقر منظمة ثانه نين في كانتون على العمل سرًا. أفضى ذلك إلى تصنيف وطني داخل المنظمة، ما أدى بشكل غير مباشر إلى انقسام داخل ثانه نين. في 17 يونيو 1929، عقد أكثر من 20 وفدًا من خلايا على امتداد إقليم تونكين مؤتمرًا في هانوي، حيث أعلنوا تفكيك ثانه نين وتأسيس منظمة جديدة تُدعى الحزب الشيوعي الهندي الصيني. أعاد الفصيل الآخر من ثانه نين، الذي كان مقره في في المناطق الإدارية الوسطى والجنوبية من البلاد، تسمية نفسه إلى الحزب الشيوعي في أنام أواخر العام 1929. أمضت المنظمتان بقية العام 1929 منخرطتين في مجادلاتٍ ضد بعضهما بعضًا في محاولة لنيل مكانة هيمنة على حركة التحرر الفيتنامية الراديكالية. برز حزب شيوعي فيتنامي ثالث في هذا الوقت، سُمّي رابطة الشيوعيين الهنديين الصينيين التي لم يكن لها صلات مع ثانه نين. ترجع جذور عصبة الشيوعيين في الهند الصينية إلى مجموعة تحرر وطني أخرى كانت موجودةً بالتوازي مع ثانه نين، واعتبرت نفسها منافسةً للأخيرة.
انضم فريقا ثانه نين المتحاربين إلى أعضاء أفراد في مجموعة ماركسية ثالثة تسمى الحزب الشيوعي الفيتنامي، الذي أسسه هو تشي منه في «مؤتمر التوحيد» الذي عُقد في هونغ كونغ منذ 3 حتى 7 فبراير 1930. في مؤتمر لاحق، أعيدت تسمية الحزب إلى الحزب الشيوعي الهندي الصيني. خلال سنوات وجوده الخمس الأولى، حصل الحزب الشيوعي الهندي الصيني على نحو 1500 عضوية وكان لديه مجموعة كبيرة من المتعاطفين. على الرغم من صغر حجم المجموعة، مارست نفوذًا في مناخ اجتماعي فيتنامي مضطرب. أدى ضعف المحاصيل في عامي 1929 و1930 وعبء الديون المرهق إلى تطرف العديد من الفلاحين. نظم ناشطو الحزب الشيوعي الهندوصيني في مدينة فينه الصناعية مظاهرات يوم العمال التي اكتسبت حجمًا ضخمًا حين انضمت أسر العمال ونصف الفلاحين إلى المظاهرات لتعبر عن سخطها على الظروف الاقتصادية التي كانوا يواجهونها.
مع تحول المسيرات الثلاث ليوم العمال إلى مسيرات جماهيرية، تحركت السلطات الاستعمارية الفرنسية لقمع ما اعتبرته ثوراتٍ فلاحية خطيرة. أطلقت قوات الحكومة النار على الحشود فقتلت العشرات وأججت غضب الجموع. ردًا على ذلك، نُظمت المجالس في القرى في محاولة لحكم نفسها محليًا. بدأ القمع من قبل السلطات الاستعمارية في خريف عام 1931: إذ قُتل نحو 1300 شخص في نهاية المطاف على يد الفرنسيين وسُجن آخرون أو رُحّلوا مع إعادة توطيد سلطة الحكومة واجتُث الحزب الشيوعي الهندي الصيني فعليًا من الإقليم. اعتُقل الأمين العام تران فو وعدد من أعضاء اللجنة المركزية وقُتلوا. عُيّن لي هونغ فونغ من قبل الأممية الشيوعية لإعادة إحياء الحركة. أعيد إحياء الحزب في عام 1935، وانتُخب لي هونغ فونغ أمينًا عامًا له. في عام 1936، عُيّن ها هوي تاب أمينًا عامًا في مكان لي هونغ فونغ، الذي عاد إلى البلاد لإعادة إحياء اللجنة المركزية. أضعفت الحرب العالمية الثانية بشكل كبير قبضة فرنسا على الهند الصينية. أدى سقوط فرنسا بيد ألمانيا النازية في يونيو 1940 وما تلاه من تعاون فيشي الفرنسية مع قوى المحور في ألمانيا واليابان إلى نزع الشرعية عن مزاعم السيادة الفرنسية. جعلت الحرب الأوروبية الحكم الاستعماري من فرنسا مستحيلًا واحتُلّت الهند الصينية من قبل القوات اليابانية.
مع بداية الحرب، أصدر الحزب الشيوعي الهندي الصيني تعليماتٍ لأعضائه بالاختباء في الريف. وعلى الرغم من ذلك، اعتُقل أكثر من 2000 عضو في الحزب، من بينهم العديد من قادته. تضرر ناشطو الحزب على وجه التحديد في الإقليم الجنوبي لكوتشينشينا، حيث قضت عمليات الاعتقال والقتل على التنظيم القوي السابق. بعد انتفاضة في كوتشينشينا في عام 1940، اعتُقل معظم أعضاء اللجنة المركزية وقُتلوا، بما فيهم نغويين فان كو (الأمين العام) وها هوي تاب، ورُحّل لي هونغ فونغ إلى كون داو وتوفي فيما بعد. ظهرت قيادة جديدة للحزب، تضمنت ترونغ تشينه وفام فان دونغ وفو نغويين غياب. سيوفر هؤلاء جنبًا إلى جنب مع هو تشي منه قيادةً موحدة على مدى العقود الأربعة التالية.
عاد هو تشي منه قائد الحزب إلى فيتنام في فبراير 1941 وأسّس منظمةً عسكرية عُرفت برابطة استقلال فيتنام. كانت تلك الرابطة القوة القتالية التي لا هوادة في حربها ضد الاحتلال الياباني، واكتسبت اعترافًا شعبيًا وشرعيةً في بيئة ستصبح لاحقًا فراغًا سياسيًا. على الرغم من مكانته كأساس لرابطة استقلال فيتنام، بقي الحزب الشيوعي الهندي الصيني صغيرًا للغاية خلال سنوات الحرب، مع عضوياتٍ يُقدّر عددها بين 2000 و3000 عضوية في عام 1944.